# Église Saint-Blaise de Valff
L'église Saint-Blaise est un monument historique situé à Valff, dans le département français du Bas-Rhin.

## Localisation
Ce bâtiment est situé à Valff.

## Historique
L'édifice fait l'objet d'une inscription au titre des monuments historiques depuis 1986.

## Architecture

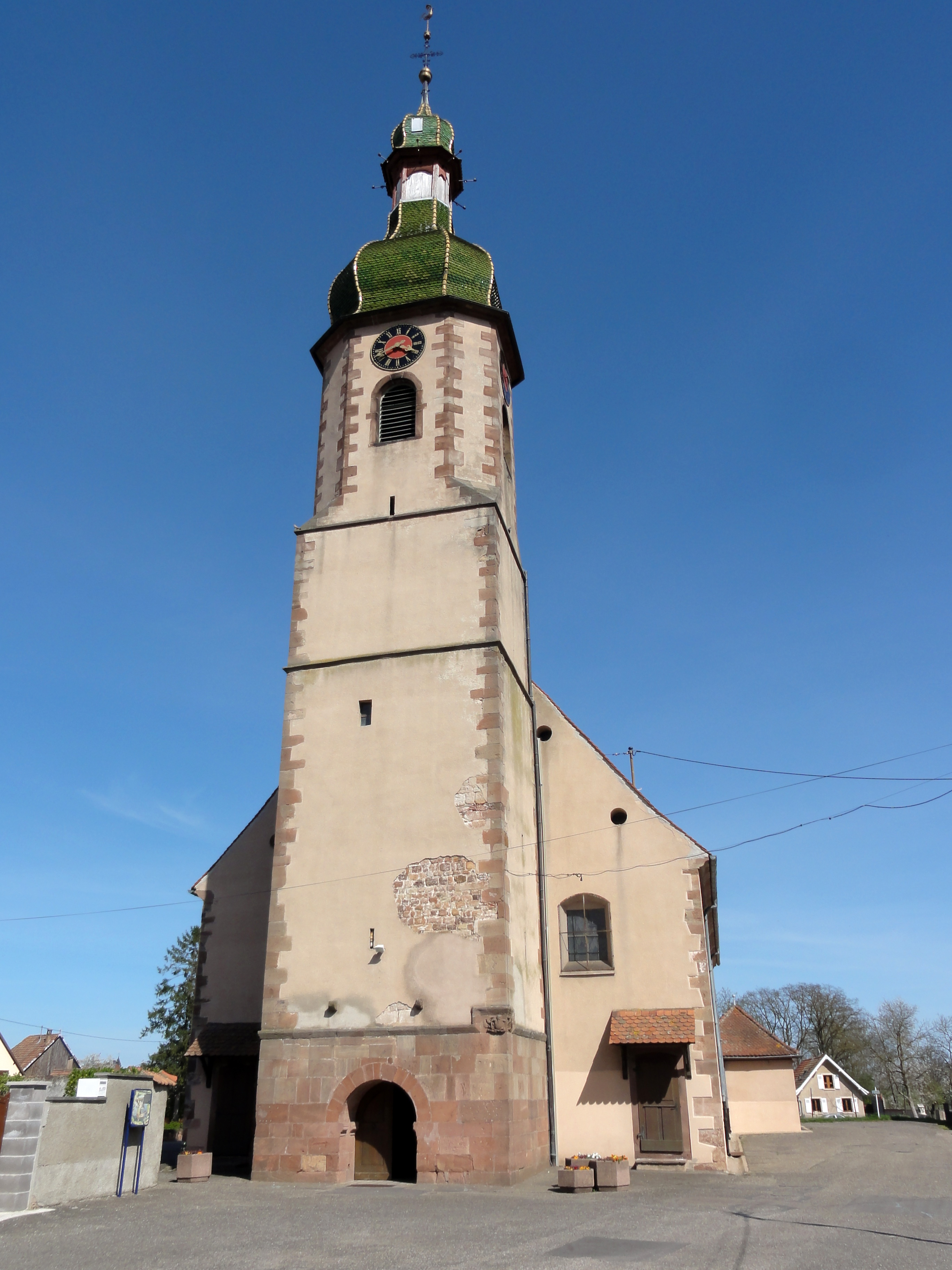
Église Saint-Blaise
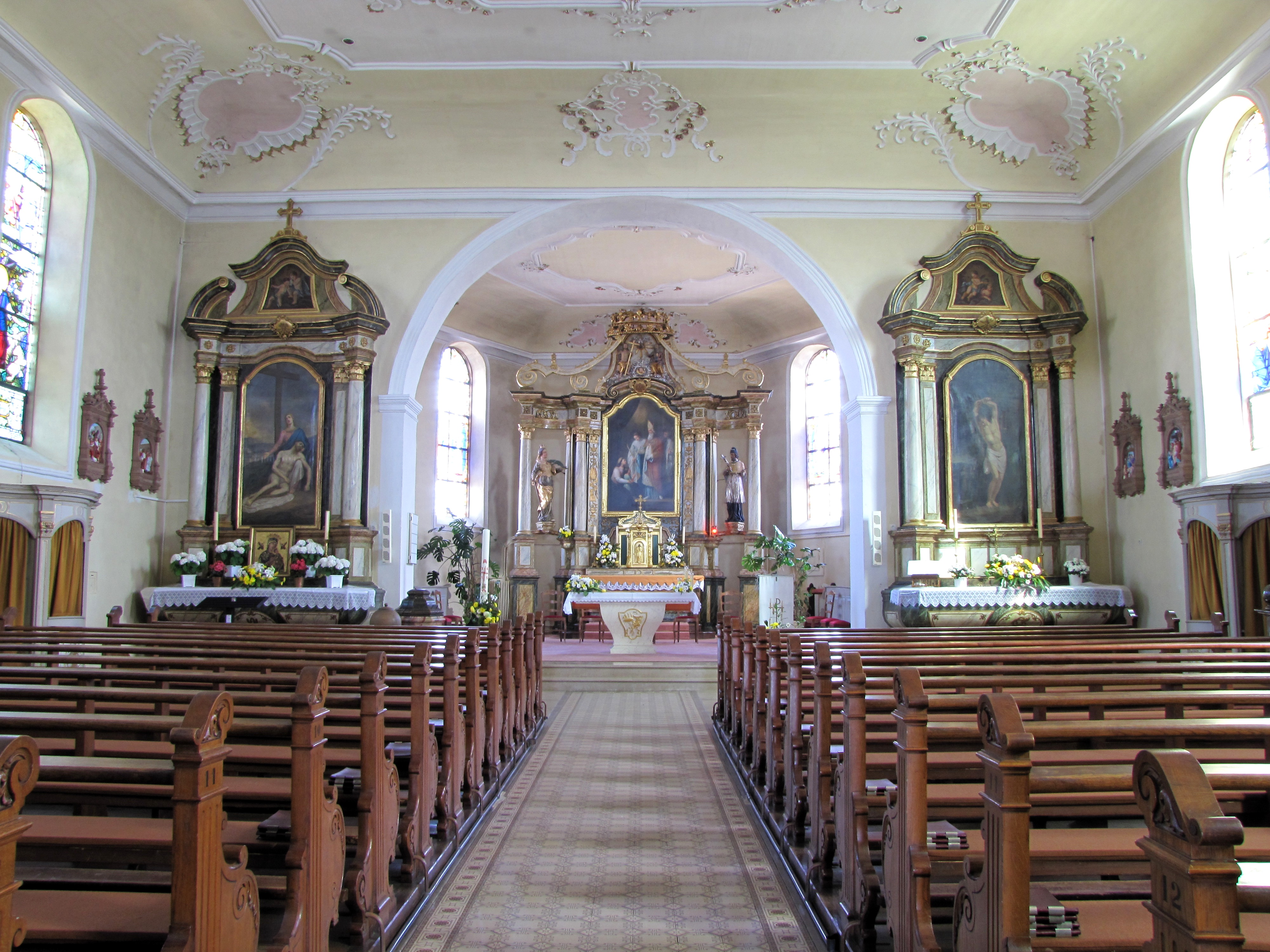
Vue intérieure de la nef vers le chœur avec les autels baroques
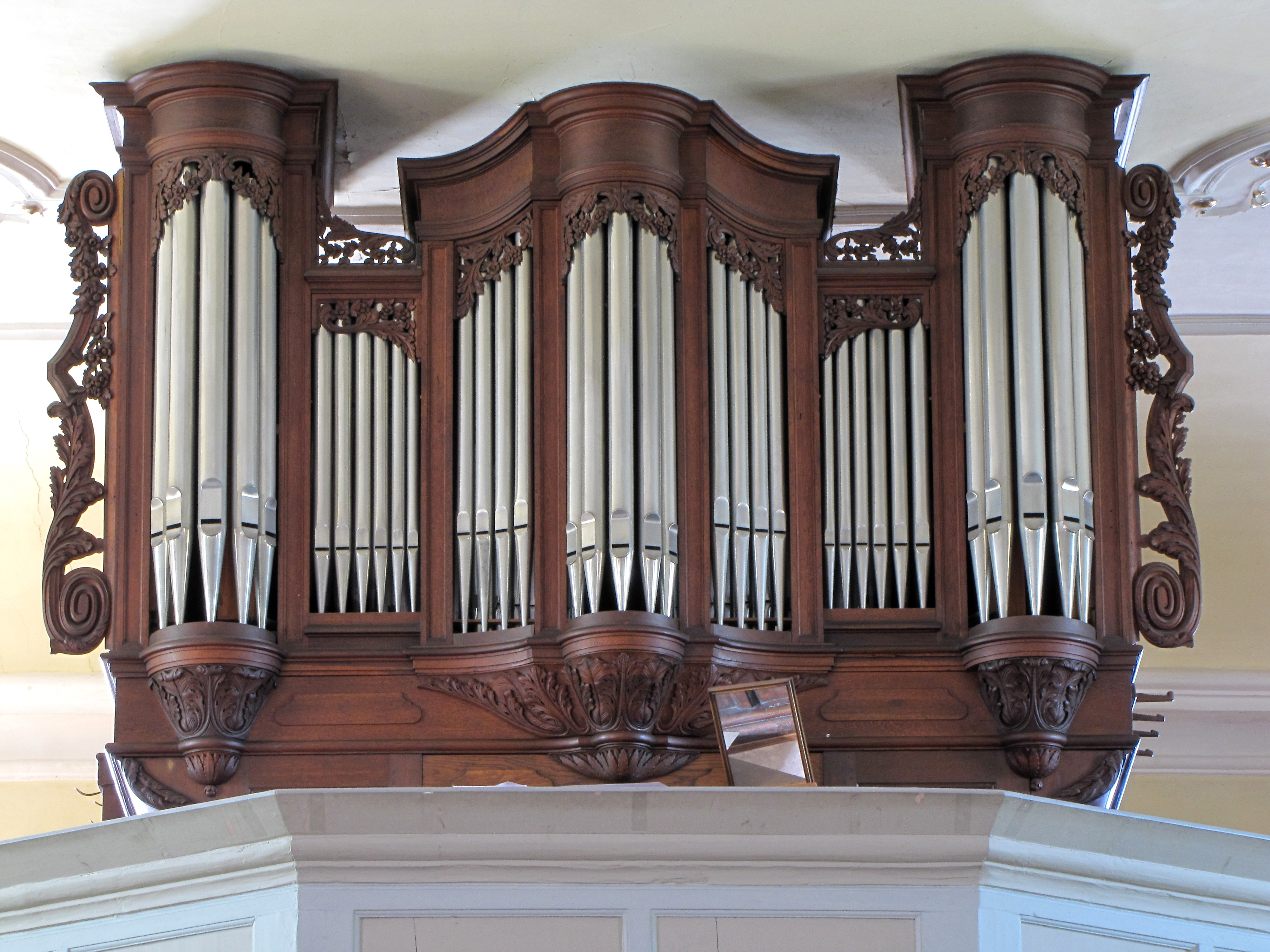
Orgue de Conrad Sauer (1787)